# Franse kolonisatie van Noord-Amerika

Noord-Amerika in 1750. Britse gebieden roze en paars, Franse blauw en Spaanse oranje.

De Franse kolonisatie van Noord-Amerika vond voornamelijk plaats in de 17e en 18e eeuw. De voornaamste reden voor de kolonisatie was de handel in vachten en suiker.

## Geschiedenis
De eerste Franse vestigingspoging in Noord-Amerika vond plaats in 1564 op de plek van het huidige Jacksonville (Florida), maar een interventie van de Spanjaarden maakte hier een eind aan. Succesvollere pogingen werden ondernomen in 1598 en 1604, toen er dorpen werden gebouwd in het huidige Nova Scotia.
Tot de herroeping van het Edict van Nantes in 1685 door koning Lodewijk XIV, stond de handel in bevervachten met de Huron en Iroquois-indianen centraal. Na de afschaffing van de godsdienstvrijheid vluchtten grote groepen hugenoten via de Republiek der Zeven Verenigde Nederlanden naar Amerika, en vestigden zich rond de Nederlandse kolonie Nieuw Amsterdam. Intussen had Frankrijk Louisiana opgeëist, een gebied dat liep vanaf de kust aan de Golf van Mexico tot aan het huidige Canada. 
De grensgebieden met Britse koloniën zorgden voor spanningen, die uiteindelijk leidden tot de Franse en Indiaanse oorlogen; deze reeks van vier oorlogen werd in 1763 definitief beslist met de Vrede van Parijs, ten gunste van Groot-Brittannië en Spanje. Frankrijk, dat in 1713 bij de Vrede van Utrecht al Newfoundland, Acadië en het gebied van de Hudsonbaai had afgestaan aan Groot-Brittannië, verloor nu al haar gebieden in Noord-Amerika. Frankrijk behield wel Ile-Royale (tot 1758), de archipel Saint-Pierre en Miquelon (tot op heden) en visserijrechten voor een gedeelte van de kust van Newfoundland (tot 1904). Een deel van de oude koloniën gaf Spanje in 1800 terug aan de Fransen door middel van het Verdrag van San Ildefonso, maar Napoleon werd door de Britse vloot gedwarsboomd toen hij probeerde voorraden naar het gebied te sturen. Daarom werd de kolonie in 1803 onder de bepalingen van de Louisiana Purchase verkocht aan de Verenigde Staten voor 15 miljoen dollar.